# Tršice
Tršice jsou obec ležící v okrese Olomouc na svazích Tršické pahorkatiny. Žije zde přibližně 1 900 obyvatel. Katastrální území obce má rozlohu 2504 ha.
Ve vzdálenosti 10 km jižně leží město Přerov, 12 km západně statutární město Olomouc, 13 km jihovýchodně město Lipník nad Bečvou a 22 km severně město Šternberk.

## Části obce
- Tršice
- Hostkovice
- Lipňany
- Přestavlky
- Vacanovice
- Zákřov

Od 1. ledna 1975 do 31. prosince 1991 k obci patřily i Suchonice.

## Název
Základem jména vesnice bylo osobní jméno Trch či Trš, domácké podoby některého jména začínajícího na Tr- (např. Trpimír, Trpen, Trpíč). Jméno vesnice bylo původně pojmenováním jejích obyvatel (Tršici) a znamenalo "Trchovi/Tršovi lidé".

## Historie
První písemná zmínka o obci pochází z roku 1282.
Za druhé světové války se v letech 1942–1945 v obci skrývala čtyřčlenná židovská rodina Wolfových z Olomouce, otec Bertold, matka Růžena, dcera Felicitas a syn Otto. V červnu 1942 místo do transportu odešli do lesního úkrytu, který si vyhlédli již dříve v dřevěné boudě v houští, později se ukrývali v jedné místní domácnosti. Ačkoliv se tato informace stala časem mezi místními občany téměř obecně známou, zásobovali je a nikdo z nich je neprozradil. Rodina se s výjimkou Otty Wolfa (dopadeného a zavražděného při zátahu na partyzány) dočkala konce války. Jad Vašem udělil šesti občanům obce titul Spravedlivý mezi národy. Osudy skrývající se rodiny dokumentuje Deník Otty Wolfa.

## Pamětihodnosti
- Zámek Tršice
- kostel Narození Panny Marie
- Tršický vodopád

## Slavní rodáci
- Hynek Florýk (1834–1921), poslanec Moravského zemského sněmu a zakladatel novodobého moravského chmelařství
- Karel Espandr, hudebník a skladatel, kytarista Mariky Gombitové, Viktora Sodomy, Leška Semelky, Hugo Bandu, Mandragory, Steve Gresswell, Susie Tallman, Tara Louise a dalších
- Oldřich Karlík (1889 – 1949), ř. k. kněz, vysvěcen 1913, ThDr., profesor etiky na olomoucké teolog. fak., v letech 1940-1948 generální vikář olomoucké arcidiecéze

## Fotogalerie

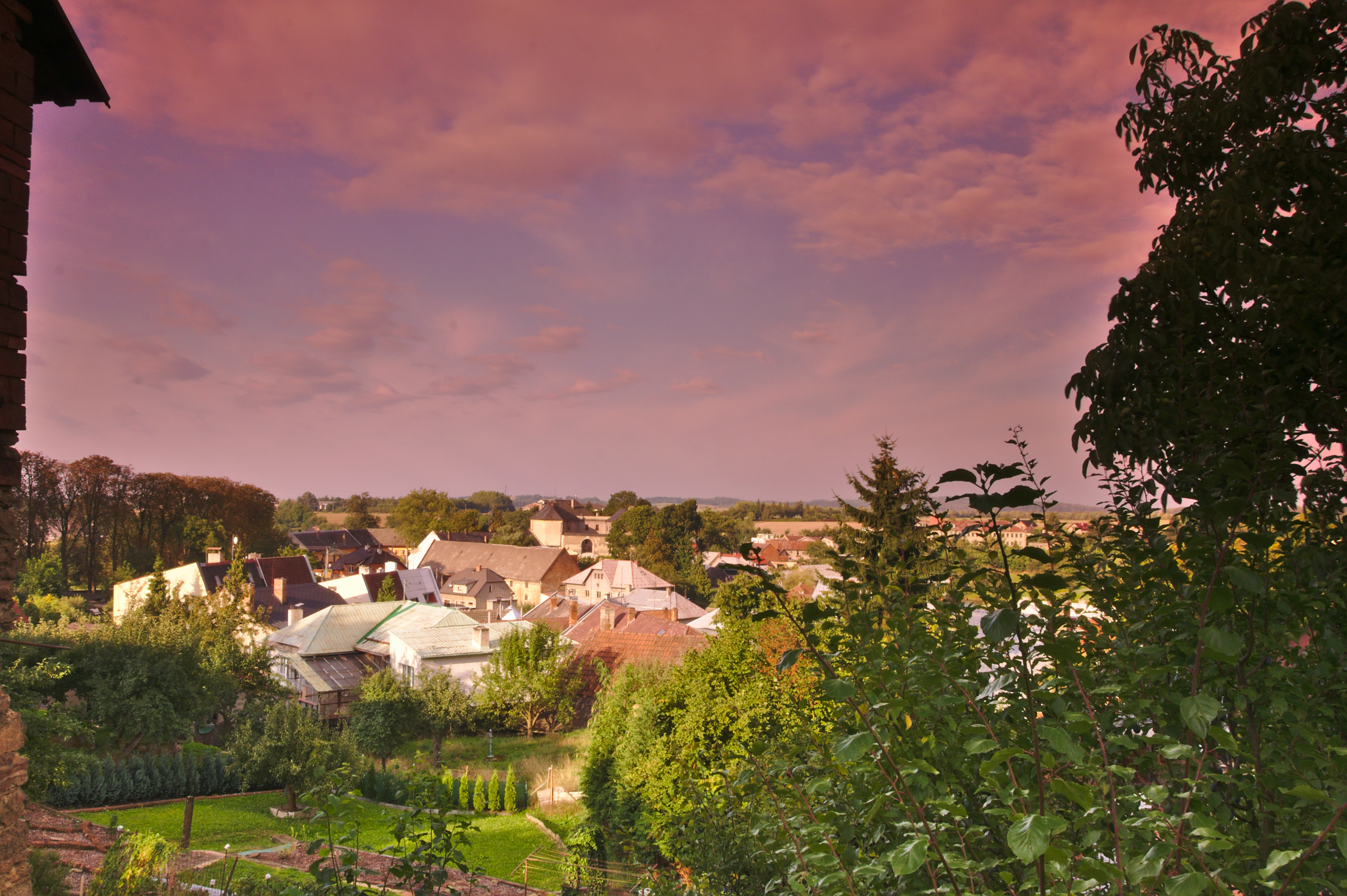
Pohled na obec od východu
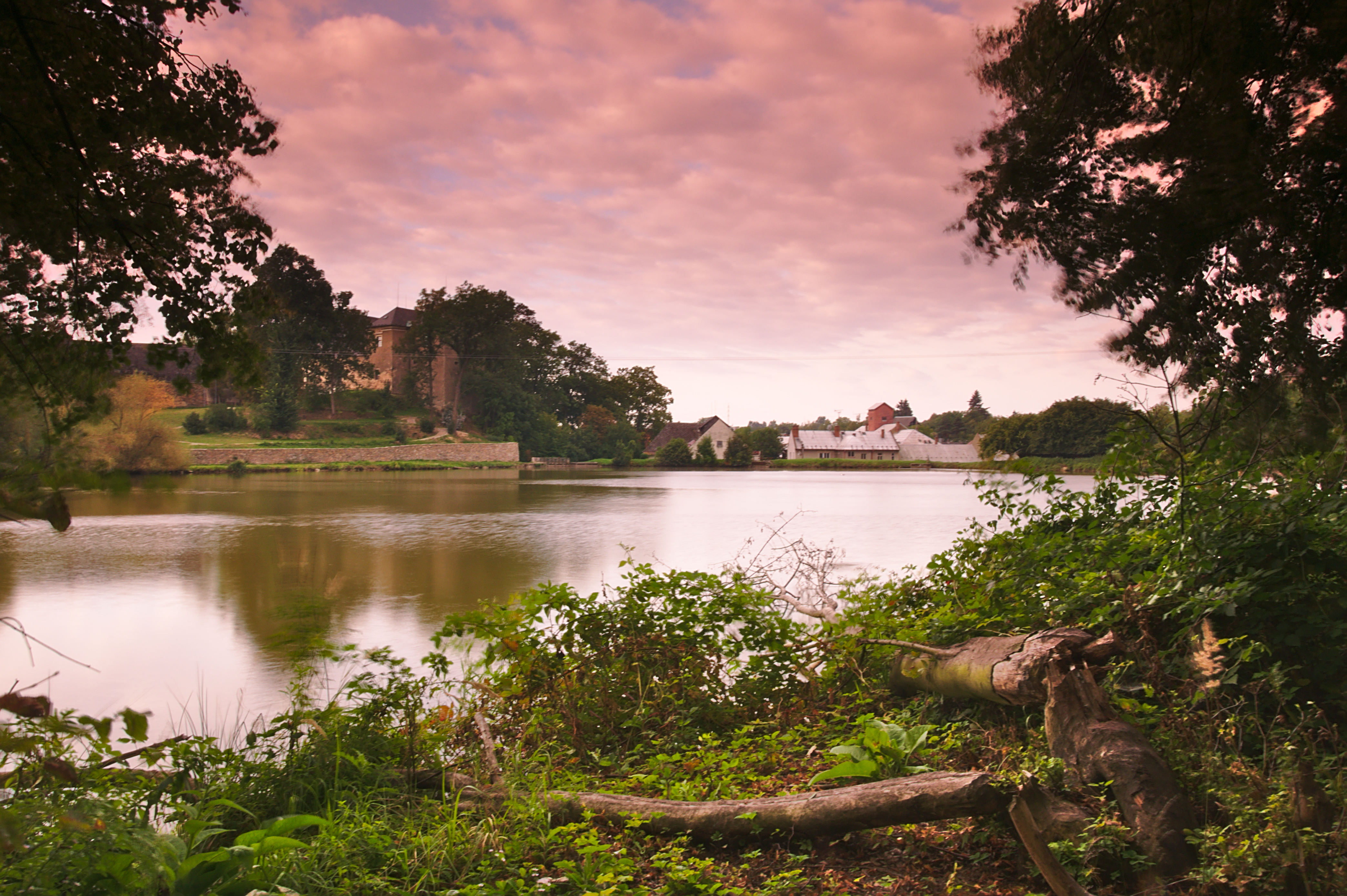
Zámek přes rybník
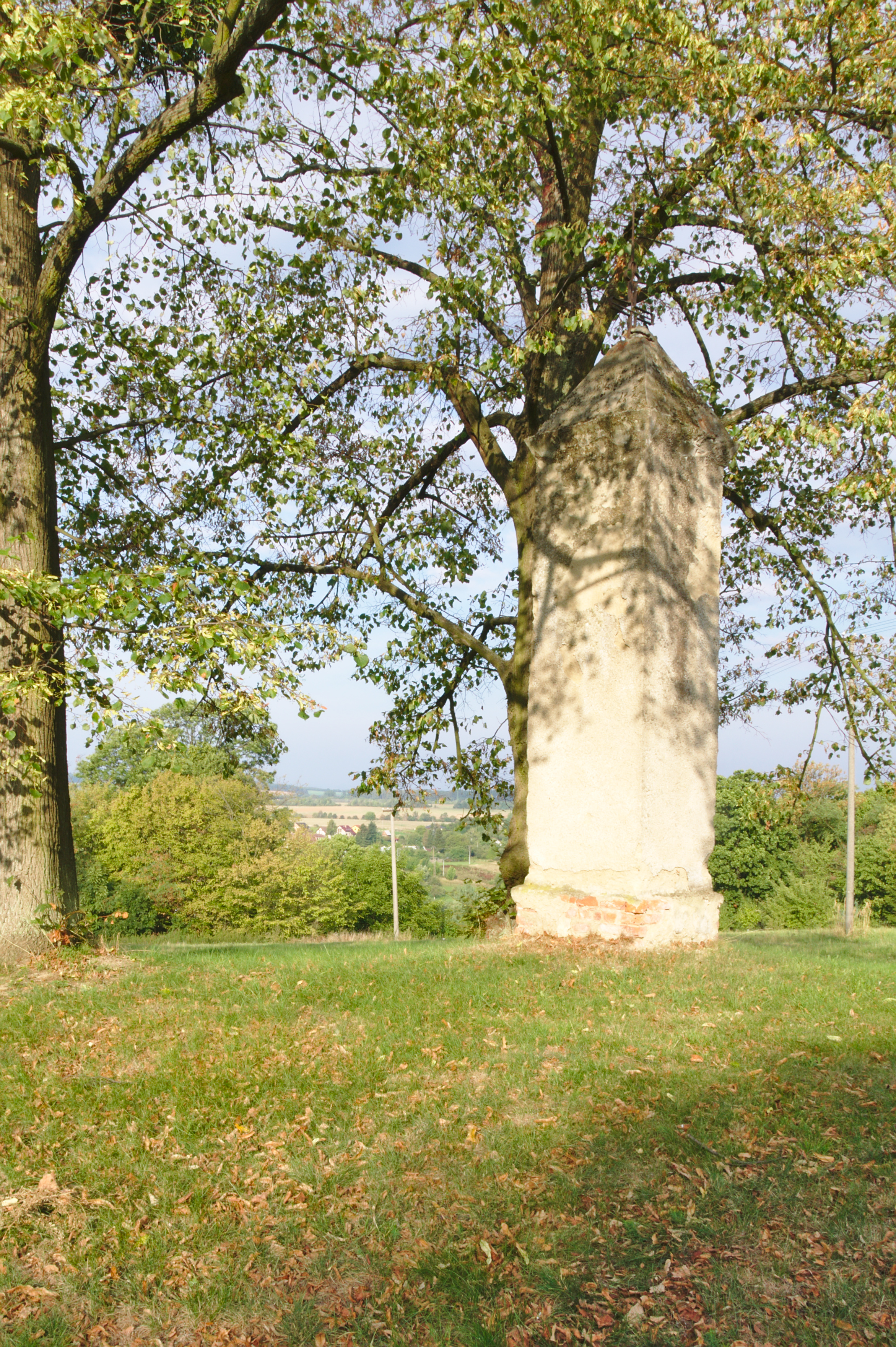
Boží muka u fotbalového hřiště
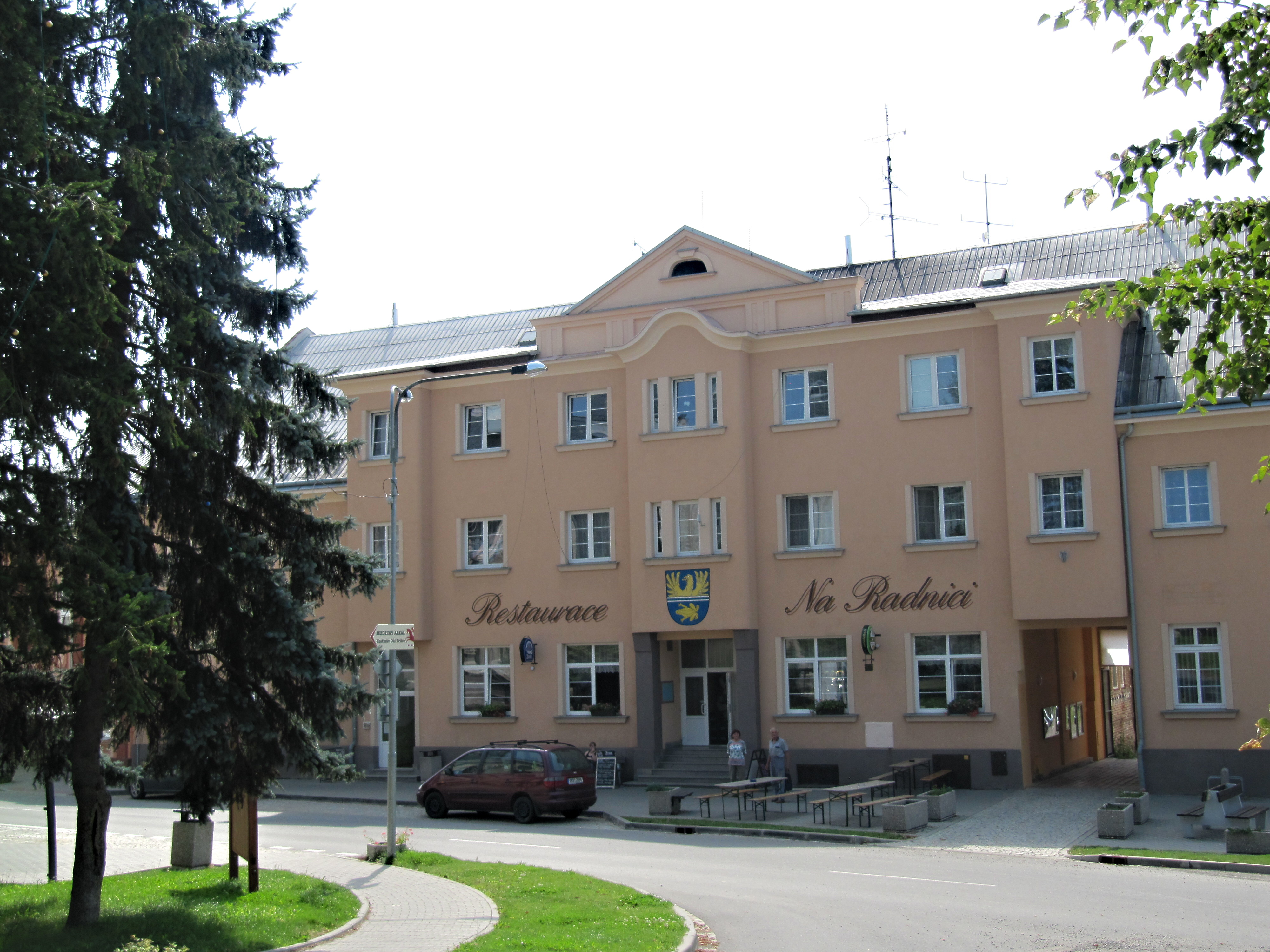
Radnice
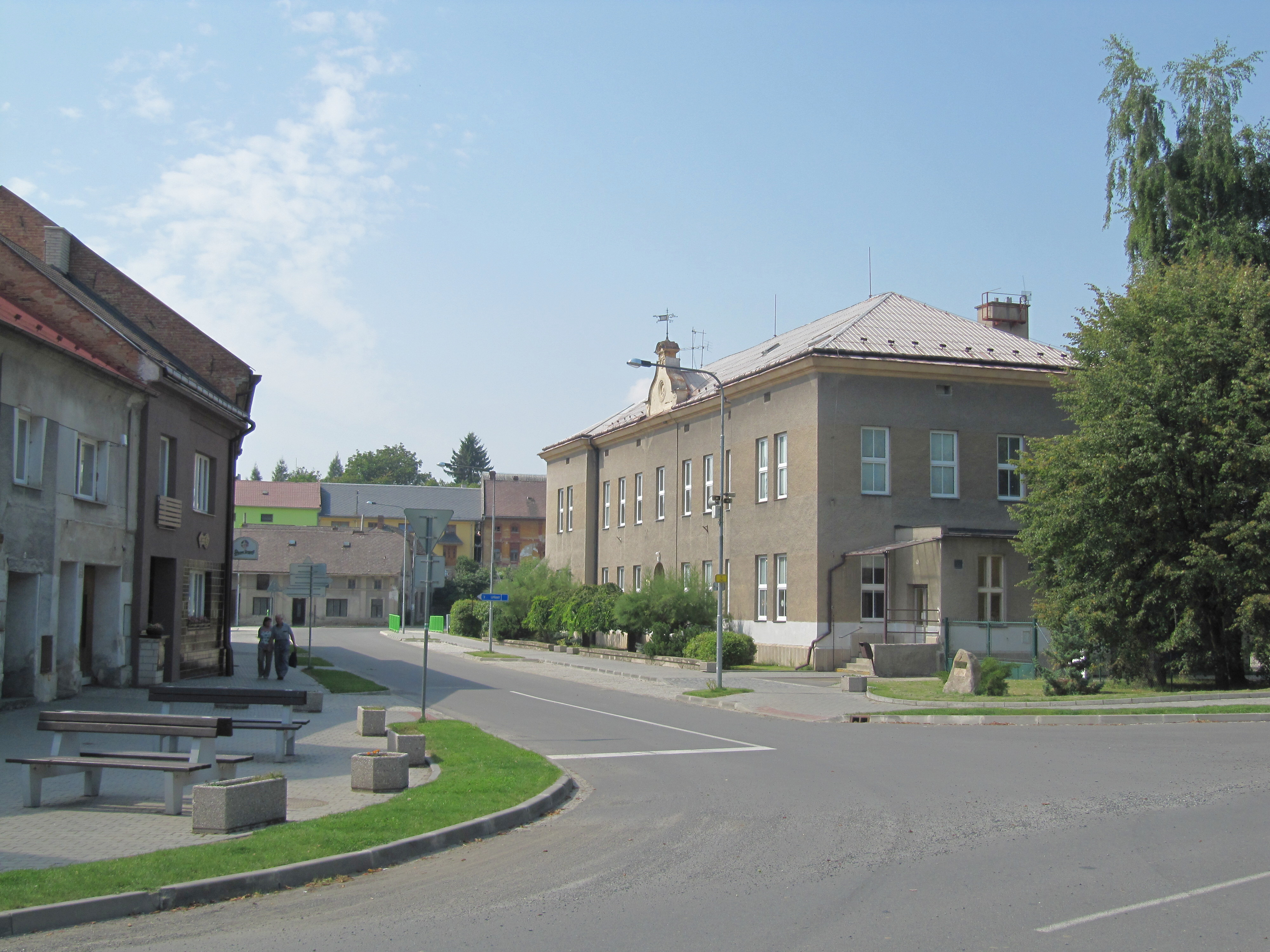
Škola
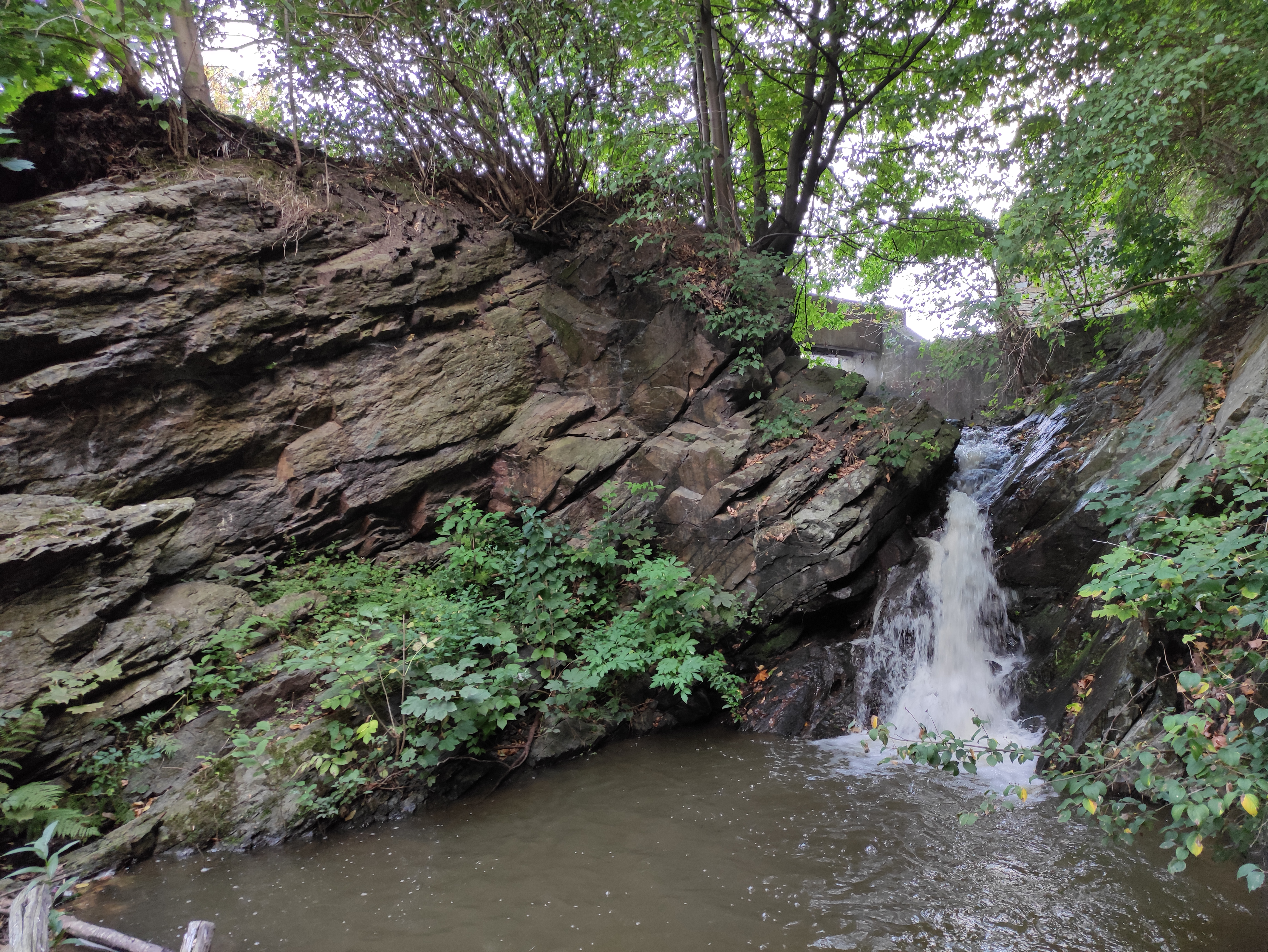
Tršický vodopád